# Deutsche Eisenbahn-Betriebsgesellschaft

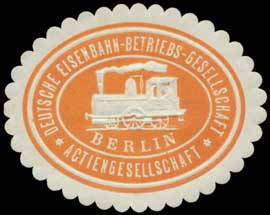
Siegelmarke der Deutschen Eisenbahn-Betriebs-Gesellschaft

Die Deutsche Eisenbahn-Betriebs-Gesellschaft (DEBG) war eine Aktiengesellschaft, die am 15. November 1898 in Berlin gegründet worden war. Gründer waren die Bahnbau- und Betriebs-Gesellschaft Vering & Waechter, die Firma Doertenbach & Co sowie die Mitteldeutsche Creditbank.

## Erwerb von Nebenbahnen
Die DEBG übernahm sogleich von der Firma Vering & Waechter die Betriebsführung von zwölf Nebenbahnen mit einer Länge von 184 km. Dazu gehörten sieben Bahnen fremder Eigentümer in allen Teilen des Deutschen Reiches, die aber im Laufe der folgenden Jahre wieder abgegeben wurden, u. a. auch die schmalspurige Gernrode-Harzgeroder Eisenbahn im Harz. Die übrigen fünf gingen 1898/99 in das Eigentum der DEBG über; vier davon lagen im Lande Baden. Auch die Straßenbahn Saarlouis gehörte ab 1899 zu der Gesellschaft.
Nach der Jahrhundertwende verlagerte sich der Schwerpunkt der Geschäftstätigkeit noch eindeutiger nach dem Südwesten des Reiches. Die DEBG baute weitere vier Bahnen in Baden und drei in Elsass-Lothringen, die allerdings nach dem Ersten Weltkrieg 1919/20 wieder verloren gingen.
Der Verlust der Strecken in Elsass-Lothringen wurde ausgeglichen durch den Erwerb der fünf Bahnen der Badischen Lokal-Eisenbahn-Gesellschaft (BLEAG) am 22. Dezember 1931. Durch diesen Zuwachs von 131 km Strecken war der Höchststand von 264,5 km zuzüglich der 32 km der Vorwohle-Emmerthaler Eisenbahn-Gesellschaft (VEE) erreicht.
Zu Beginn des Zweiten Weltkrieges gehörten der DEBG folgende Nebenbahnen im damaligen Land Baden:
- Achertalbahn
- Albtalbahn
- Bahnstrecke Busenbach–Ittersbach

Aktie der DEBG von 1952

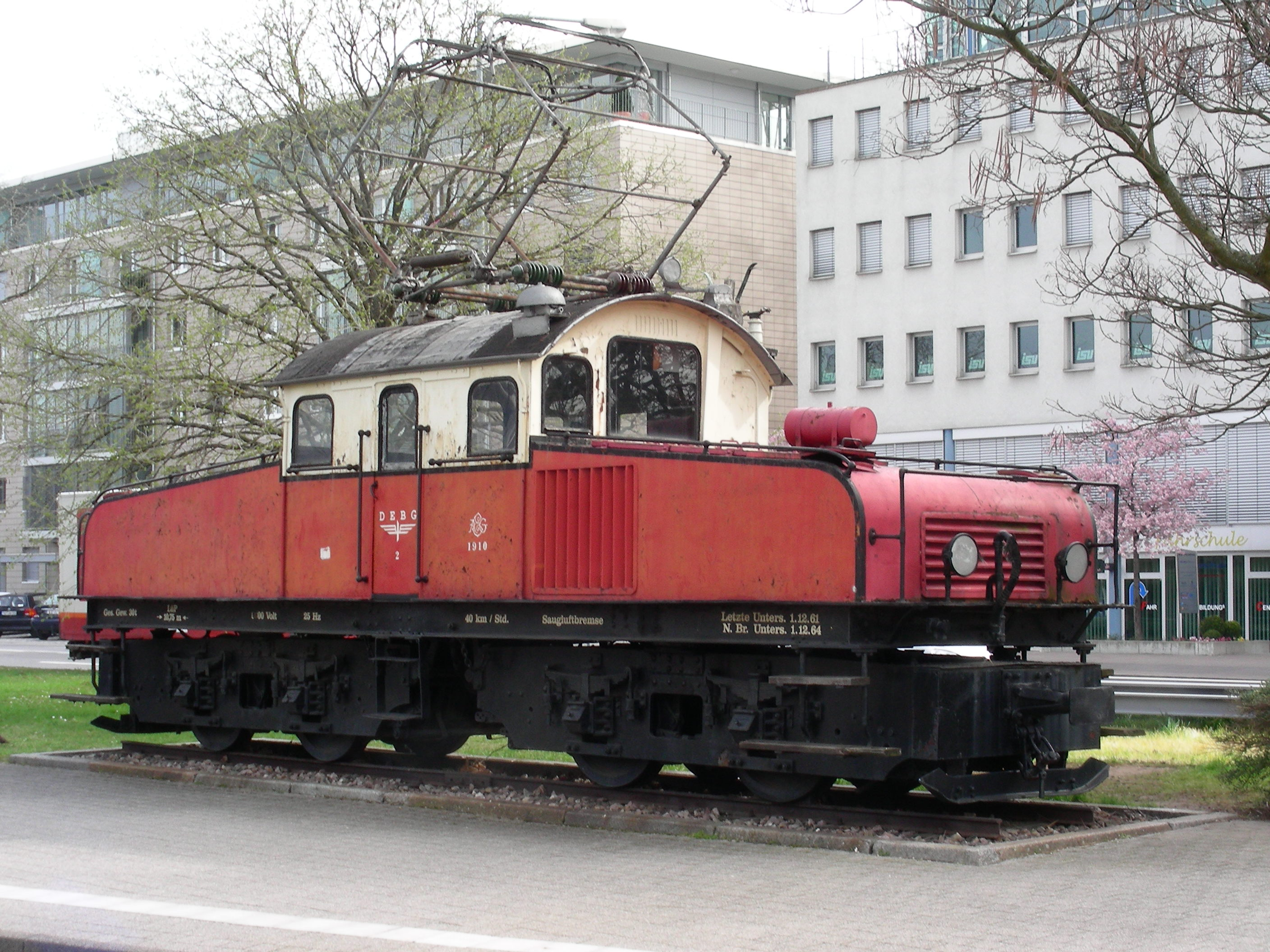
Historische Wechselstrom-E-Lok der Albtalbahn

- Bruchsaler Bahnen=Katzbachbahn und Kraichtalbahn
- Bühlertalbahn
- Ettlinger Seitenbahn
- Harmersbachtalbahn
- Jagsttalbahn
- Kandertalbahn
- Münstertalbahn
- Neckarbischofsheim–Hüffenhardt
- Oberschefflenz–Billigheim
- Orschweier-Ettenheimmünster
- Bahnstrecke Wiesloch–Meckesheim
- Bahnstrecke Wiesloch Stadt–Waldangelloch

Im nördlichen Deutschland war in der preußischen Provinz Hannover und dem angrenzenden Land Braunschweig nur die Kleinbahn Voldagsen-Duingen-Delligsen Eigentum der DEBG. Dort im Weserbergland betrieb sie auch die Vorwohle-Emmerthaler Eisenbahn-Gesellschaft, deren Aktienmehrheit sie inzwischen erworben hatte. Zu der VEE gehörte die Hauptwerkstatt aller DEBG-Bahnen in Bodenwerder-Linse, die auch für die badischen Bahnen zuständig war.

## Entwicklung nach dem Zweiten Weltkrieg
Durch die Zonengrenzziehung nach dem Zweiten Weltkrieg verlor die DEBG keine Bahnen, da alle in den Westzonen und somit in der später gegründeten Bundesrepublik lagen. Gleichwohl veranlasste die rückläufige Verkehrsnachfrage bei Nebenbahnen die DEBG, sich aus dem Bahnbetrieb zurückzuziehen.
1956/57 verkaufte sie die elektrifizierten Strecken der Albtalbahn, die von Karlsruhe in den nördlichen Schwarzwald führten, an das Land Baden-Württemberg, welches sie in die neu gegründete Albtal-Verkehrs-GmbH einbrachte. Deren alleinige Gesellschafterin wurde die Stadt Karlsruhe.
Nachdem zum Jahresschluss 1956 der Personenverkehr auf der Nebenbahn Bühl–Oberbühlertal eingestellt worden war, folgte dort im Herbst 1958 auch das Ende des Güterverkehrs. Die nun noch in Baden-Württemberg verbliebenen zehn Bahnen brachte die DEBG am 1. Mai 1963 in die neu gegründete landeseigene Südwestdeutsche Eisenbahn-GmbH ein.
Im Jahre 1968 veräußerte die DEBG auch die Nebenbahn Voldagsen–Duingen–Delligsen.
Inzwischen hatte die Auflösung der Gesellschaft begonnen, die 1970 zum Abschluss kam. Der Bahnbetrieb der Vorwohle-Emmerthaler Eisenbahn-Gesellschaft wurde ab 1. Mai 1967 durch eine Auffanggesellschaft, die Vorwohle-Emmerthaler Verkehrsbetriebe GmbH, weitergeführt.